# Mucalinda
Mucalinda, Muchalinda ou Mucilinda é o naga que protegeu Buddha dos elementos após sua iluminação.
Foi dito que quatro semanas após Shakyamuni, o Buda iniciar sua meditação sob Árvore de Bodhi, os céus se enegreceram por sete dias e a prodigiosa chuva caiu. Entretanto, o poderoso rei das serpentes, Mucalinda, surgiu de baixo da terra e protegeu aquele que é a fonte de toda a proteção. Quando a grande tempestade teve o ceu clareado, a serpente rei assumiu sua forma humana, curvou antes do Buda e retornou em contentamento para seu lugar.